# 小行星4628
小行星4628（4628 Laplace, 1986 RU4）是一個小行星帶天體，於1986年9月7日由比利時天文學家艾瑞克·沃爾特·埃爾斯特在保加利亞羅真天文台發現。以法國知名天文學家、數學家皮埃尔-西蒙·拉普拉斯命名。

## 外部連結
- JPL Small-Body Database Browser 4628 Laplace (1986 RU4) （页面存档备份，存于）

| 前一小行星： (4627)4627 1985 RT2 | 小行星列表 | 後一小行星： (4629)4629 Walford |